# Epizod na polu bitewnym (Tschaggeny)
Epizod na polu bitewnym – obraz olejny namalowany przez belgijskiego malarza Charles’a-Philogène’a Tschaggeny’ego w 1848 roku, znajdujący się w zbiorach National Gallery w Londynie.

## Opis
Młody jeździec leżący na ziemi z przerażeniem w oczach spogląda na kasztanowatego osiodłanego konia, pędzącego w jego stronę, z wyciągniętymi przednimi kopytami, by go zadeptać. Koń, wyglądający jak dzika bestia, odrzuca głowę do tyłu, rży i toczy pianę z pyska. Na ziemi leży biały koń z wyłupiastymi oczami, należący do młodego żołnierza, a obok niego znajduje się martwy piechur w kirysie i hełmie. Tocząca się bitwa jest tylko tłem dla tej dramatycznej w swej wymowie sceny. Stroje obu mężczyzn sugerują, że bitewny epizod rozgrywa się podczas angielskiej wojny domowej (1642–1651).
Uważa się, że Charles-Philogène Tschaggeny namalował ten obraz, gdy pracował w Anglii, prawdopodobnie w latach 1840–1850. Artysta był bardzo ceniony w rodzinnej Belgii, szczególnie za przedstawienia koni, które były jego specjalnością, chociaż tworzył również sceny rodzajowe i obrazy marynistyczne. W 1842 roku król Holandii Wilhelm II zlecił mu namalowanie portretu konia, którego dosiadał podczas bitwy pod Waterloo, w czerwcu 1815 roku.